# ایسایس مارکز سوارز
ایسایس مارکز سوارز (به پرتغالی: Isaías Marques Soares) مهاجم اهل برزیل است که در شهر ریودو ژانیرو و در تاریخ ۱۷ نوامبر ۱۹۶۳ به دنیا آمده‌است.
ایسایس مارکز سوارز در تیم‌های فوتبال Cabofriense سابقهٔ حضور دارد.